# Шат (Франция)
Шат (фр. Chatte) — коммуна во Франции, находится в регионе Рона — Альпы. Департамент коммуны — Изер. Входит в состав кантона Сюд Грезиводан. Округ коммуны — Гренобль.
Код INSEE коммуны — 38095. Население коммуны на 2012 год составляло 2436 человек. Населённый пункт находится на высоте от 164 до 443 метров над уровнем моря. Муниципалитет расположен на расстоянии около 470 км юго-восточнее Парижа, 80 км юго-восточнее Лиона, 36 км западнее Гренобля. Мэр коммуны — André Roux, мандат действует на протяжении 2014—2020 гг.
Динамика населения (INSEE):

## Города-побратимы
- Ронконе, Италия (1998)
- Рот-ам-Зе, Германия (2002)